# São João (Santa Maria)
São João és un barri de la ciutat brasilera de Santa Maria, Rio Grande do Sul. El barri està situat al districte de Sede.

## Villas
El barri amb les següents villas: São João, Vila São João, Vila Schimidt.

## Galeria de fotos

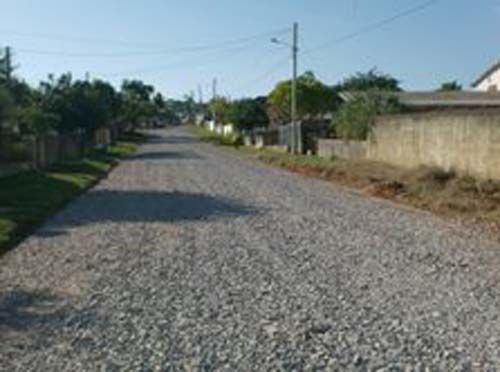

| Juscelino Kubitschek Pinheiro Machado | Juscelino Kubitschek | Juscelino Kubitschek            |
| Pinheiro Machado                      |                      | Juscelino Kubitschek Renascença |
| Pinheiro Machado Boi Morto Renascença | Renascença           | Renascença                      |